# Badische Verfassung (1818)

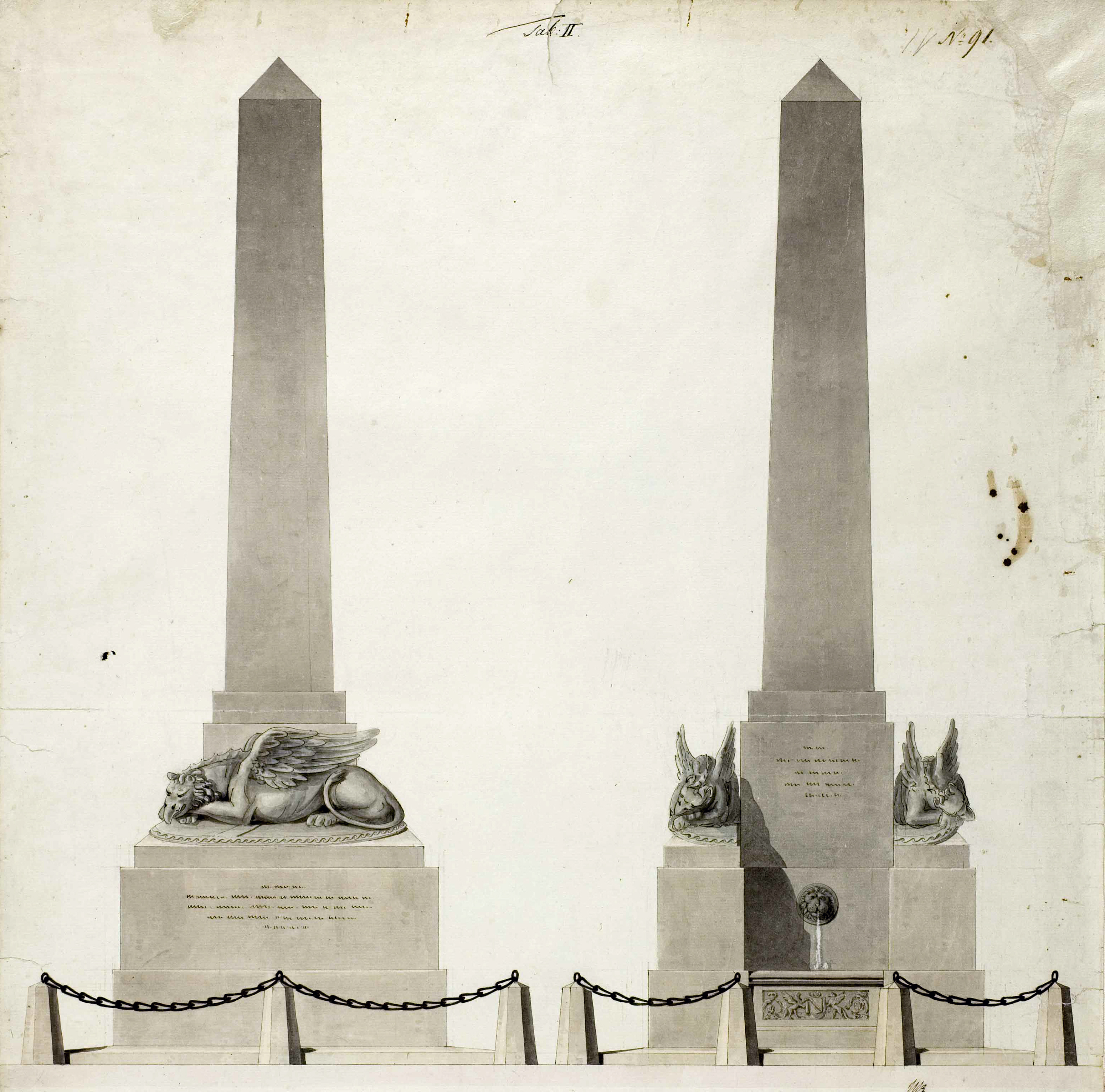
Entwurf für die Karlsruher Konstitutionssäule von Friedrich Weinbrenner

Die von Karl Friedrich Nebenius erarbeitete Verfassung des Großherzogtums Baden wurde von Großherzog Carl am 22. August 1818 in Bad Griesbach im Schwarzwald unterzeichnet. Sie galt wegen der Garantien der Grundrechte und eines liberalen Wahlrechts von zwei Dritteln der männlichen Erwachsenen als eine der modernsten Verfassungen im Deutschen Bund. Auch wenn sie im Rahmen der Restauration hinter viele der Errungenschaften der Konstitutionsedikte der Zeit des Rheinbundes zurückfiel, orientierte sie sich weithin am Freiheitsgedanken des Code civil, dem schon 1810 das badische Landrecht nachgebildet worden war.  Damit gehörte Baden neben den süddeutschen Staaten Württemberg (Verfassung von 1819) und Bayern (Verfassung von 1818) sowie Sachsen-Weimar-Eisenach (Verfassung von 1816) zu den ersten Bundesstaaten, deren Staatsform die konstitutionelle Monarchie war. 1819 setzten jedoch die Karlsbader Beschlüsse die in der Verfassung garantierten Grundrechte wieder außer Kraft.

## Merkmale
Die Badische Verfassung kann als Realisierung des Art. 13 der Bundesakte angesehen werden, in der die Einrichtung „landständischer Verfassungen“ für den Bereich des Deutschen Bundes in Aussicht gestellt wurde. Ihre Struktur mit zwei Kammern orientiert sich an der Charte constitutionnelle des französischen Königs (Ludwig XVIII.) aus dem Jahr 1814. Ansätze zur Verwirklichung der von Charles de Montesquieu und anderen Staatsphilosophen der Aufklärung erdachten Gewaltenteilung sind zu erkennen. Während die Zweite Kammer des badischen Landtags, die in der Verfassungsurkunde noch traditionell als Ständeversammlung bezeichnet wurde, prinzipiell die Bürger repräsentierte, blieb die Erste Kammer (wie in den „Oberhäusern“ der Zeit üblich, Urbild dafür war das englische „House of Lords“) weitgehend dem Adel und anderen mit Privilegien Ausgestatteten vorbehalten. Für eine neue Gesetzesänderung mussten die beiden Kammern zustimmen, der Monarch besaß ein grundsätzliches Veto-Recht.

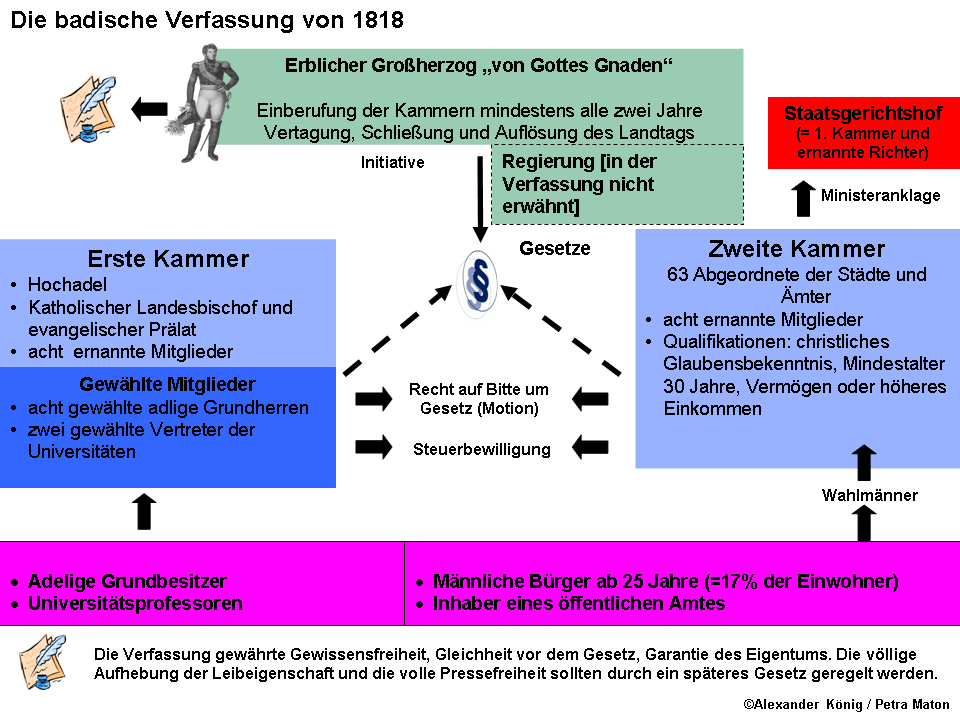
Badische Verfassung

Die badische Verfassung garantierte das von der nationalen und liberalen Bewegung in Deutschland geforderte Recht auf Volksvertretung und eröffnete den Mitgliedern der beiden Kammern zumindest die Möglichkeit der politischen Mitwirkung. Für die damalige Zeit gingen die Rechte weit. So hatten etwa beachtliche 17 % der Gesamtbevölkerung das Wahlrecht. Die Einberufung des Landtages wie das Recht zur Gesetzesinitiative oblagen zwar dem Großherzog, doch kam der Kammern das entscheidende Recht der Steuerbewilligung zu. Wie in der Zeit in anderen Ländern üblich (etwa in den USA oder in noch stärkerem Maße England), begünstigten wahlrechtliche Einschränkung v. a. Besitzende und Honoratioren (wobei die zusätzliche Bevorzugung des Bildungsbürgertums wohl als südwestdeutsche Besonderheit gelten kann). Auch wurde das indirekte Wahlrecht nur männlichen Bürgern mit Ortsrecht in ihrem Wahlkreis gewährt.
In der badischen Verfassung war ein Katalog der staatsbürgerlichen Rechte verankert. Dieser Grundrechtskatalog enthielt fortschrittliche Rechte wie die Gleichheit vor dem Gesetz, die mit der Unabhängigkeit der Gerichte korreliert, die Enthebung aus den Grundlasten und Grundpflichten der Leibeigenschaft, die Abschaffung von Privilegien bei der Besetzung eines Staatsamtes, eine uniforme Steuerpflicht, die Freiheit des Eigentum, sowie die Gewissensfreiheit und die Freiheit in der Religionsausübung.
Eine Bewertung der badischen Verfassung und ihres Stellenwertes in der Verfassungsgeschichte des Landes muss zudem ihren Einfluss auf die Meinungsbildung berücksichtigen. Insbesondere die Zweite Kammer kann als Diskussionsforum betrachtet werden, deren Rolle für die politische Öffentlichkeit keineswegs unterschätzt werden darf.
In der zweiten Hälfte des 19. Jahrhunderts und im frühen 20. Jahrhundert wurde das badische Staatsrecht weiterentwickelt. So erhielt der Landtag 1867/1868 das Recht der Gesetzesinitiative und der Ministeranklage, und 1870 wurde das allgemeine und gleiche, allerdings indirekte Wahlrecht (über Wahlmänner) eingeführt, das 1904 dem direkten Wahlrecht wich.

## Regelungen der Verfassung im Einzelnen (Fassung 1818)
§ 26. Die Landstände sind in zwey Kammern abgetheilt.
§ 27. Die erste Kammer besteht: 
1. aus den Prinzen des großherzoglichen Hauses, 
2. aus den Häuptern der standesherrlichen Familien, 
3. aus dem Landesbischoff und einem vom Großherzog lebenslänglich ernannten protestantischen Geistlichen mit dem Range eines Prälaten, 
4. aus acht Abgeordneten des grundherrlichen Adels, 
5. aus zwey Abgeordneten der Landes-Universitäten, 
6. aus den vom Großherzog, ohne Rücksicht auf Stand und Geburt zu Mitgliedern dieser Kammer ernannten Personen.
§ 28. Die Prinzen des Hauses und die Standesherren treten, nach erlangter Volljährigkeit, in die Ständeversammlung ein. Von denjenigen standesherrlichen Familien, die in mehrere Zweige sich theilen, ist das Haupt eines jeden Familienzweigs, der im Besitz einer Standesherrschaft sich befindet, Mitglied der ersten Kammer.
Während der Minderjährigkeit des Besitzers einer Standesherrschaft ruhet dessen Stimme.
Die Häupter der adelichen Familien, welchen der Großherzog eine Würde des hohen Adels verleihet, treten, gleich den Standesherren, als erbliche Landstände in die erste Kammer. Sie müssen aber ein nach dem Rechte der Erstgeburt und der Linealerbfolge erbliches Stamm- oder Lehngut besitzen, das in der Grund- und Gefällsteuer, nach Abzug des Lastencapitals, wenigstens zu 300 000 Gulden angeschlagen ist.
§ 33. Die zweyte Kammer besteht aus 63 Abgeordneten der Städte und Aemter nach der dieser Verfassungsurkunde angehängten Vertheilungsliste.
§ 34. Diese Abgeordneten werden von erwählten Wahlmännern erwählt.
§ 37. Zum Abgeordneten kann ernannt werden, ohne Rücksicht auf Wohnort, jeder durch den § 35 nicht ausgeschlossene Staatsbürger, der 
1. einer der drey christlichen Confessionen angehört, 
2. das 30. Lebensjahr zurückgelegt hat, und 
3. in dem Grund-, Häuser- und Gewerbssteuer-Kataster wenigstens mit einem Capital von 10 000 Gulden eingetragen ist, oder eine jährliche lebenslängliche Rente von wenigstens 1500 Gulden von einem Stamm- oder Lehnguts-Besitze oder eine fixe ständige Besoldung oder Kirchenpfründe von gleichem Betrag als Staats- oder Kirchendiener bezieht, auch in diesen beyden letztern Fällen wenigstens irgend eine directe Steuer aus Eigenthum zahlt.
Landes-, standes- und grundherrliche Bezirksbeamte, Pfarrer, Physici und andere geistliche oder weltliche Localdiener können als Abgeordnete nicht von den Wahlbezirken gewählt werden, wozu ihr Amtsbezirk gehört.

## Abgrenzung
Später gab es zwei weitere badische Verfassungen:
- Die Verfassung der Republik Baden von 1919
- Die Verfassung des Landes Baden („Südbaden“) von 1947